# عبد الفتاح عمر
عبد الفتاح عمر (4 مارس 1943 في قصر هلال - 2 يناير 2012 في تونس العاصمة)، هو محام وأستاذ جامعي تونسي مختص في القانون العام.

## سيرته
كان عبد الفتاح عمر أستاذا قبل أن يصبح أول عميد لكلية العلوم القانونية والسياسية والاجتماعية بتونس (جامعة قرطاج بين 1987 و1993، ثم أصبح عميدها الفخري منذ 1994. ترأس كذلك الأكاديمية الدولية للقانون الدستوري.

بين 1993 و2004 كان المقرر الخاص للأمم المتحدة لحقوق الإنسان من أجل الحريات الدينية والمعتقد. بين 2000 و2008 ترأس لجنة تحكيم اليونسكو لجائزة تعليم حقوق الإنسان. كان كذلك مدير وحدة الدراسات والبحوث في القانون والعلوم السياسية في كلية الحقوق والعلوم الاقتصادية والسياسية بتونس بين 1978 و1979، ثم رئيس الرابطة الدولية للقانون الدستوري بين 1993 و1995، وعضو لجنة الأمم المتحدة لحقوق الإنسان بعد كونه نائب رئيسها بين 1999 و2003، قبل أن يترأسها بين 2003 و2005.
عين عضوًا في المجلس الدستوري للجمهورية في 1987 وبقي فيه حتى استقالته منه في 1992. بين 1987 و1999 كان عضو مكتب المؤتمر الدولي للعمداء الفرنكوفونيين. بين 1992 و1995 كان عضوا مناوبا في لجنة الأمم المتحدة الفرعية المعنية بحماية وتعزيز حقوق الإنسان. كان أيضا عضو شبكة الحقوق الأساسية التابعة للوكالة الجامعية الفرانكوفونية بين 1993 و2003، ورئيس الجمعية التونسية للقانون الدستوري بين 1981 و2005، ومؤسس والأمين العام للجمعية التونسية للعلوم السياسية والاجتماعية بين 1990 و1995. من جهة أخرى، هو عضو مؤسس لاتحاد الحقوقيين العرب في 1975 وعضو المجلس الوطني للحريات المدنية بتونس في 1977 وعضو في هيئة التحكيم الجزائرية للتجيمع في القانون العام والعلوم السياسية في 1984 ورئيس المؤتمر الاستشاري الدولي المعني بحرية الدين أو المعتقد والتسامح وعدم التمييز المنعقد في مدريد في 2001. كان كذلك خبيرا لدى جامعة الدول العربية مكلفا بصياغة مشروع إصلاح اتفاقية الجامعة بين 1979 و1982.
بعد الثورة التونسية بأسابيع، عين في 18 فبراير 2011 كرئيس لجنة تقصي الحقائق عن الفساد والرشوة، والتي أصبحت في 24 نوفمبر من نفس السنة الهيئة الوطنية لمكافحة الفساد، وواصل رئاستها حتى وفاته.

توفي في 2 يناير 2012 بعد تعرضه لنوبة قلبية أثناء أدائه للرياضة. دفن في 4 يناير في مسقط رأسه قصر هلال بحضور عدة شخصيات مثل عياض بن عاشور وعبد الكريم الزبيدي ورشيد عمار وكمال مرجان.

## الأوسمة والتشريفات
- الصنف الثاني من وسام الجمهورية (تونس).
- الصنف الثاني من وسام الاستحقاق للتربية (تونس).
- الصنف الثالث من وسام الاستحقاق المدني (إسبانيا).
- وسام الاستحقاق من الرابطة الدولية للحرية الدينية.
- الجائزة الوطنية لحقوق الإنسان (تونس).
- جوائز أكاديمية من جامعات وارسو وبلغراد وكيوتو ونورنبيرغ.

## مؤلفاته
- Manuel de droit administratif (دليل القانون الإداري)، منشورات المدرسة الوطنية للإدارة بتونس، تونس العاصمة، 1975.
- الوجيز في القانون الدستوري، الدولة، الدستور، السيادة، الأنظمة السياسية والمؤسسات التونسية، منشورات مركز الدراسات والبحوث والنشر، تونس العاصمة، 1987.
- نصوص ووثائق سياسية تونسية (مع قيس سعيد)، مركز الدراسات للنشر والبحوث، تونس العاصمة، 1987.
- Le Suffrage universel (الاقتراع العام) (مع فيليب أردون وهنري روسيون)، منشورات جامعة العلوم الاجتماعية بتولوز، تولوز، 1994.
- Islam et droits de l’homme (الإسلام وحقوق الإنسان) (مع جيرار كوناك)، منشورات Économica، باريس، 1994.
- Études sur la tolérance (دراسات حول التسامح) (مع محمد الطالبي وناجي البكوش)، منشورات مؤسسة بيت الحكمة، قرطاج، 1995.